# 1993 UN
1993 UN är en asteroid i huvudbältet som upptäcktes den 19 oktober 1993 av de båda japanska astronomerna Takeshi Urata och Yoshisada Shimizu vid Nachi-Katsuura-observatoriet.
Asteroiden har en diameter på ungefär 3 kilometer.